# Dehns Lemma
Dehns Lemma ist in der Topologie ein grundlegender Lehrsatz aus der Theorie 3-dimensionaler Mannigfaltigkeiten. Es geht ursprünglich auf Max Dehn zurück, wurde aber erst 1957 von Christos Papakyriakopoulos bewiesen zusammen mit einer etwas allgemeineren Aussage, dem sogenannten Schleifensatz (engl. Loop Theorem). Waldhausen gab 1968 einen anderen Beweis mit Hilfe von Hierarchien in Haken-Mannigfaltigkeiten.
Ebenso wie der Sphärensatz stellt es einen Zusammenhang zwischen der (in algebraischen Begriffen formulierbaren) Homotopietheorie und der geometrischen Topologie von 3-Mannigfaltigkeiten her, beide Sätze bilden die Grundlage für große Teile der Theorie der 3-Mannigfaltigkeiten.

## Dehns Lemma
Sei {\displaystyle M} eine 3-Mannigfaltigkeit und {\displaystyle f\colon \mathbb {D} ^{2}\rightarrow M} eine stetige Abbildung der Kreisscheibe, die auf einer Umgebung {\displaystyle U} des Randes {\displaystyle \partial \mathbb {D} ^{2}} eine Einbettung mit {\displaystyle f^{-1}(f(A))=A} ist.
Dann gibt es eine Einbettung {\displaystyle g\colon \mathbb {D} ^{2}\rightarrow M} mit {\displaystyle f\mid _{\partial \mathbb {D} ^{2}}=g\mid _{\partial \mathbb {D} ^{2}}}.

## Schleifensatz
Sei {\displaystyle M} eine 3-Mannigfaltigkeit, {\displaystyle F} eine Zusammenhangskomponente des Randes {\displaystyle \partial M}.
Wenn {\displaystyle \pi _{1}F\rightarrow \pi _{1}M} nicht injektiv ist, dann gibt es eine eigentliche Einbettung {\displaystyle g\colon (\mathbb {D} ^{2},\partial D^{2})\rightarrow (M,F)} mit
{\displaystyle \left[g\mid _{\partial \mathbb {D} ^{2}}\right]\not =0\in ker(\pi _{1}F\rightarrow \pi _{1}M)}.
Allgemeiner, wenn unter obigen Voraussetzungen {\displaystyle N\subset \pi _{1}F} ein Normalteiler und {\displaystyle ker(\pi _{1}F\rightarrow \pi _{1}M)\setminus N\not =\emptyset } ist, dann gibt es eine eigentliche Einbettung {\displaystyle g\colon (\mathbb {D} ^{2},\partial D^{2})\rightarrow (M,F)} mit
{\displaystyle \left[g\mid _{\partial \mathbb {D} ^{2}}\right]\not \in N}.

## Anwendung: Inkompressible Flächen
Eine in einer 3-Mannigfaltigkeit eigentlich eingebettete (oder in den Rand eingebettete) Fläche {\displaystyle F\subset M} vom Geschlecht {\displaystyle g\geq 1} heißt inkompressibel, wenn es keine in {\displaystyle M} eingebettete Kreisscheibe {\displaystyle \mathbb {D} \subset M} mit {\displaystyle \mathbb {D} \cap F=\partial \mathbb {D} } und {\displaystyle \left[\partial D\right]\not =0\in \pi _{1}F} gibt.
Eine unmittelbare Anwendung des Schleifensatzes liefert die folgende homotopietheoretische Charakterisierung zweiseitiger inkompressibler Flächen vom Geschlecht {\displaystyle g\geq 1}.
Eine in einer 3-Mannigfaltigkeit {\displaystyle M} eigentlich eingebettete (oder in den Rand eingebettete) zusammenhängende zweiseitige Fläche {\displaystyle F} vom Geschlecht {\displaystyle g\geq 1} ist inkompressibel genau dann, wenn
{\displaystyle \pi _{1}F\rightarrow \pi _{1}M}
injektiv ist.

## Anwendung: Knotentheorie
In der Knotentheorie folgt aus Dehns Lemma, dass der triviale Knoten mittels der Knotengruppe, das heißt der Fundamentalgruppe des Knotenkomplements charakterisiert werden kann.
Ein Knoten {\displaystyle K\subset S^{3}} ist genau dann trivial, wenn
{\displaystyle \pi _{1}(S^{3}\setminus K)\cong \mathbb {Z} }
gilt.